# Корібунду
Корібу́нду або Корібо́ндо або Корібі́нду (англ. Koribundu, Koribondo, Koribindu) — село у складі округу Бо Південної провінції Сьєрра-Леоне. Входить до складу вождівства Джаяма-Бонґор, є центром секції Нижня Кама.
Село розташоване за 24 км на південний схід від центру округа міста Бо, з яким пов'язане автодорогою.

## Господарство
У селі діють 4 початкових школи, середня школа, центр здоров'я.